# Жамбил (Аккулинський район)
Жамби́л (каз. Жамбыл) — село у складі Аккулинського району Павлодарської області Казахстану. Адміністративний центр Жамбильського сільського округу.
Населення — 691 особа (2021; 755 у 2009, 755 у 1999, 1177 у 1989).
Національний склад станом на 1989 рік:
- казахи — 43 %
- росіяни — 29 %

Станом на 1989 рік село називалось Джамбул.